# خروسک‌ماهی پرنده
خروسک‌ماهی پرنده (نام علمی: Dactylopterus volitans) نام یک گونه از تیره خروسک‌ماهیان پرنده است. خروسک‌ماهی پرنده ماهی دریابن آب‌های مناطق گرمسیری و گرم معتدل هر دو سوی اقیانوس اطلس است.